# Idaea hauderi
Idaea hauderi är en fjärilsart som beskrevs av Kautz 1913. Idaea hauderi ingår i släktet Idaea och familjen mätare. Inga underarter finns listade i Catalogue of Life.